# Elecciones generales de Sudáfrica de 1999
Las elecciones generales de Sudáfrica de 1999 tuvieron lugar el 2 de junio del mencionado año para escoger a los 400 miembros de la Asamblea Nacional y renovar las legislaturas provinciales, que a su vez elegirían a los 90 miembros del Consejo Nacional de las Provincias, configurando así la legislatura del Parlamento de Sudáfrica para el período 2014-2019. Fueron las segundas elecciones generales desde el fin del apartheid en 1994, así como las primeras desde la sanción de la nueva constitución en 1996. Tras el anuncio del presidente Nelson Mandela en julio de 1996 de que no se presentaría a la reelección, su partido, el Congreso Nacional Africano (ANC), designó al vicepresidente saliente Thabo Mbeki como su candidato presidencial. El número de registrados para votar fue muy inferior al de 1994, aunque en sentido porcentual la participación fue mayor. De 22 709 152 inscritos en la primera elección, solo 18 172 751 se registraron para hacerlo cinco años más tarde.
Ante una oposición dividida y la alta popularidad del gobierno de Mandela, el resultado fue una aplastante victoria para el ANC, que logró el 66.35 % de los votos y una mayoría de 266 de los 400 escaños, a tan solo una banca de obtener la mayoría de dos tercios requerida para modificar la constitución sin tener que negociar con otros partidos. En segundo lugar, el hasta entonces minoritario Partido Democrático (DP), presidido y liderado por Tony Leon, creció hasta el 9.56 % de los votos y 38 escaños, convirtiéndose en la principal fuerza de la oposición y arrebatando al Partido Nacional (NP), gobernante durante el apartheid y hasta entonces opositor principal, su papel como fuerza política más representativa de la minoría blanca y de color. El tercer lugar lo obtuvo el Partido de la Libertad Inkatha (IFP) con el 8.58 %, una ligera disminución con respecto a la anterior elección, pero de todas formas siendo el único partido aparte del ANC en ser la fuerza más votada en alguna de las nueve provincias, reteniendo por poco su bastión en KwaZulu-Natal. Por su parte, el Partido Nacional había intentado reformarse y cortar sus lazos con el período del apartheid bajo el liderazgo de Marthinus van Schalkwyk renombrándose como Nuevo Partido Nacional, pero en lugar de eso obtuvo un desastroso resultado al ubicarse cuarto con un 6.87 % y 28 escaños, menos de la mitad que en la anterior elección. El Movimiento Democrático Unido (UDM), fundado recientemente por Bantu Holomisa, un disidente del ANC, logró el 3.42 % y 14 escaños en su primera elección, ubicándose quinto.
Con respecto al plano provincial, el ANC se impuso en ocho de las nueve provincias, con la sola excepción de KwaZulu-Natal, donde el IFP triunfó sin mayoría. En Cabo Occidental el ANC se impuso estrechamente ante el NNP y este conservó el gobierno por un período más mediante una coalición. El Consejo Nacional de las Provincias tuvo una mayoría de dos tercios del ANC, con 63 escaños, contra 10 del NNP, 8 del DP, 4 del IFP, 3 del UDM, uno del Partido Demócrata Cristiano Africano (ACDP) y uno del Partido Demócrata Cristiano Unido (UCDP), recientemente fundado y segunda fuerza en la provincia del Noroeste. Pese a la abrumadora hegemonía del ANC, el Parlamento electo fue notablemente más multipartidista que el anterior, con trece partidos obteniendo representación parlamentaria en la Asamblea Nacional con respecto a los siete que lo lograron en 1994.

## Asamblea Nacional
Además de desempeñar la función legislativa, la Asamblea Nacional es la encargada de elegir al Presidente de Sudáfrica. El carismático presidente Nelson Mandela había anunciado ya el 7 de julio de 1996 que no se iba a presentar a la reelección y que iba a delegar en el vicepresidente Thabo Mbeki la dirección del Gobierno y de su partido, el Congreso Nacional Africano (CNA). El 18 de diciembre de 1997, durante la celebración de la 50.ª Conferencia Nacional del partido que se celebraba en Mafeking, la presidencia ejecutiva del ANC fue transferida a Mbeki y se proclamó su candidatura presidencial. A partir de ese momento, el vicepresidente llevó el peso del gobierno y Mandela se fue convirtiendo en un presidente representativo.

### Congreso Nacional Africano
El CNA obtuvo más del 66 % de los votos, con lo que mejoró sus ya óptimos resultados de 1994. Ello se tradujo en 266 asientos en la cámara, uno menos de la mayoría de dos tercios necesaria para reformar la Constitución, un objetivo que según algunos medios de comunicación se había marcado el propio ANC. El incremento del apoyo al CNA fue interpretado por algunos analistas como expresión de agradecimiento a Mandela por su labor en pro del reconocimiento de las libertades de la mayoría.

### Nuevo Partido Nacional
A pesar de haber cambiado su tradicional nombre de Partido Nacional por el de «Nuevo Partido Nacional» (NPN), el hasta entonces principal partido de la oposición sufrió una dura derrota. El partido que había gobernado la Sudáfrica del apartheid durante décadas había abandonado el 30 de junio de 1996 el Gobierno de Unión Nacional que había sido nombrado tras las elecciones de 1994 según lo acordado en la Constitución provisional. De esa forma, había dejado claro que interpretaba que la transición había finalizado con éxito. A pesar de su paso a la oposición, el NPN bajó desde el 20,39 % de los votos y 82 escaños de 1994 hasta un pobre 6,87 % y 28 asientos.

### Partido Democrático
El puesto de principal partido de la oposición fue ocupado por el Partido Democrático (PD) liderado ahora por Tony Leon. El heredero de la tradición liberal de la minoría blanca que se había opuesto al apartheid desde dentro del sistema avanzó desde el 1,73 % y 7 escaños obtenidos en 1994 hasta el 9,56 % y 38 parlamentarios.

### Inkatha
A diferencia del NPN, el Partido de la Libertad Inkatha de Mangosutu Buthelezi, con apoyo principalmente entre la minoría zulú, había permanecido en el Gobierno hasta el momento de la celebración de las elecciones. Ello no impidió que retrocediera sensiblemente. Del 10,54 % y 43 parlamentarios de 1994 pasó al 8,58 % y 34 puestos en la Asamblea.

### Otros
Las elecciones también ratificaron el declive de las opciones más extremistas. El Frente de la Libertad que representaba a un importante sector de la minoría afrikáner descendió desde el 2,17 % de los votos y nueve asientos a un insignificante 0,80 % y tres plazas. Igualmente, el Congreso Panafricano —defensor de una Sudáfrica controlada por la mayoría negra— bajó del 1,25 % y cinco asientos a un más irrelevante todavía 0,71 % y dos escaños. Solo el sistema electoral estrictamente proporcional evitó su salida del parlamento.

## Resultados

### Asamblea Nacional
La composición del parlamento según la antigua clasificación racial experimentó un ligero cambio tendente a la normalización con respecto a la asamblea anterior. Así, los parlamentarios considerados «negros» aumentaron desde el anterior 52 % hasta el 58 % (un porcentaje más próximo al general de la población); los «blancos» disminuyeron del 32 al 26 %; los «mulatos» aumentaron del 7 al 10 % y los «indios», del 3 al 5 %. El porcentaje de mujeres aumentó del 27 al 30 %, lo que también supone una aproximación a la proporción existente en la sociedad.

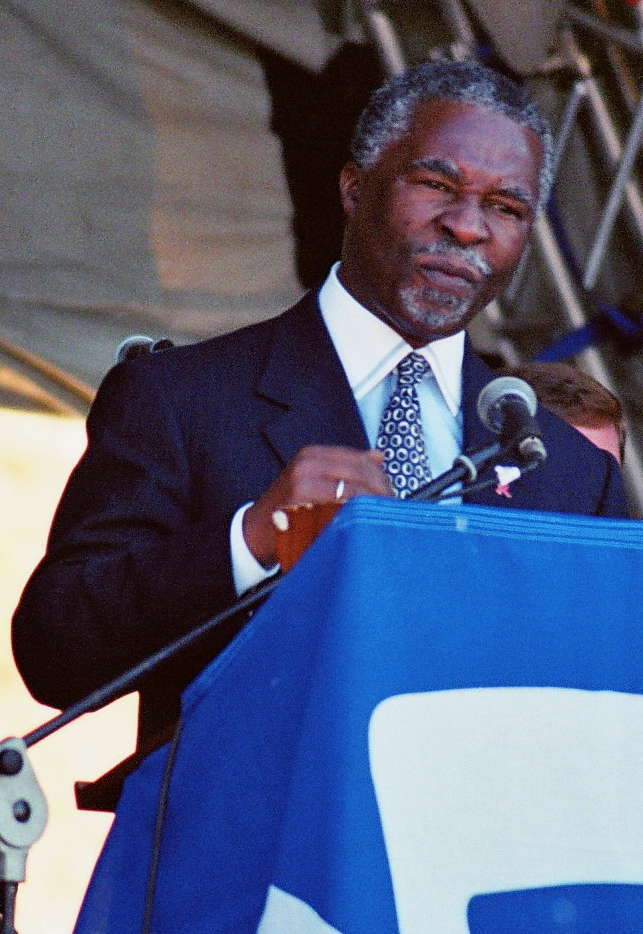
Thabo Mbeki fue elegido presidente tras las elecciones.

|  | 66.35 % |

|  | 9.56 % |

|  | 8.58 % |

|  | 6.87 % |

|  | 3.42 % |

|  | 1.43 % |

|  | 0.80 % |

|  | 0.78 % |

|  | 0.71 % |

|  | 0.54 % |

|  | 0.30 % |

|  | 0.29 % |

|  | 0.17 % |

|  | 0.07 % |

|  | 0.06 % |

|  | 0.06 % |

|  | 98.45 % |

|  | 1.55 % |

|  | 100.00 % |

|  | 89.30 % |

### Asambleas provinciales
|  | 73.80 % |

|  | 13.60 % |

|  | 6.29 % |

|  | 3.22 % |

|  | 1.14 % |

|  | 0.96 % |

|  | 0.33 % |

|  | 0.33 % |

|  | 0.17 % |

|  | 0.16 % |

|  | 98.42 % |

|  | 1.38 % |

|  | 100.00 % |

|  | 89.94 % |

|  | 80.79 % |

|  | 5.33 % |

|  | 5.20 % |

|  | 2.11 % |

|  | 1.67 % |

|  | 1.15 % |

|  | 0.90 % |

|  | 0.81 % |

|  | 0.78 % |

|  | 0.47 % |

|  | 0.40 % |

|  | 0.27 % |

|  | 0.11 % |

|  | 98.47 % |

|  | 1.53 % |

|  | 100.00 % |

|  | 90.38 % |

|  | 67.87 % |

|  | 17.95 % |

|  | 3.89 % |

|  | 3.51 % |

|  | 1.95 % |

|  | 1.25 % |

|  | 0.90 % |

|  | 0.89 % |

|  | 0.73 % |

|  | 0.31 % |

|  | 0.24 % |

|  | 0.16 % |

|  | 0.05 % |

|  | 0.03 % |

|  | 98.90 % |

|  | 1.10 % |

|  | 100.00 % |

|  | 89.25 % |

|  | 41.90 % |

|  | 39.83 % |

|  | 8.16 % |

|  | 3.28 % |

|  | 2.93 % |

|  | 1.81 % |

|  | 1.17 % |

|  | 0.33 % |

|  | 0.26 % |

|  | 0.23 % |

|  | 0.20 % |

|  | 0.17 % |

|  | 0.12 % |

|  | 0.08 % |

|  | 98.47 % |

|  | 1.53 % |

|  | 100.00 % |

|  | 87.38 % |

|  | 84.83 % |

|  | 4.48 % |

|  | 2.48 % |

|  | 1.70 % |

|  | 1.42 % |

|  | 1.41 % |

|  | 1.12 % |

|  | 0.80 % |

|  | 0.65 % |

|  | 0.40 % |

|  | 0.38 % |

|  | 0.23 % |

|  | 0.10 % |

|  | 98.13 % |

|  | 1.87 % |

|  | 100.00 % |

|  | 89.77 % |

|  | 78.97 % |

|  | 9.57 % |

|  | 3.26 % |

|  | 2.29 % |

|  | 1.38 % |

|  | 1.29 % |

|  | 0.94 % |

|  | 0.74 % |

|  | 0.55 % |

|  | 0.52 % |

|  | 0.51 % |

|  | 98.37 % |

|  | 1.64 % |

|  | 100.00 % |

|  | 86.87 % |

|  | 64.32 % |

|  | 24.17 % |

|  | 4.77 % |

|  | 1.66 % |

|  | 1.53 % |

|  | 0.90 % |

|  | 0.66 % |

|  | 0.53 % |

|  | 0.53 % |

|  | 0.53 % |

|  | 0.41 % |

|  | 98.53 % |

|  | 1.47 % |

|  | 100.00 % |

|  | 88.20 % |

|  | 88.29 % |

|  | 2.51 % |

|  | 1.70 % |

|  | 1.42 % |

|  | 1.41 % |

|  | 1.10 % |

|  | 0.83 % |

|  | 0.65 % |

|  | 0.54 % |

|  | 0.50 % |

|  | 0.40 % |

|  | 0.34 % |

|  | 0.32 % |

|  | 98.51 % |

|  | 1.49 % |

|  | 100.00 % |

|  | 91.13 % |

|  | 42.07 % |

|  | 38.39 % |

|  | 11.91 % |

|  | 2.79 % |

|  | 2.40 % |

|  | 0.60 % |

|  | 0.49 % |

|  | 0.40 % |

|  | 0.26 % |

|  | 0.18 % |

|  | 0.18 % |

|  | 0.15 % |

|  | 0.07 % |

|  | 0.06 % |

|  | 0.04 % |

|  | 99.16 % |

|  | 0.84 % |

|  | 100.00 % |

|  | 85.92 % |

## Consecuencias
El 14 de junio, la Asamblea eligió presidente a Thabo Mbeki y vicepresidente a Jacob Zuma, quien se consolidó así como número dos del ANC y del Estado. Dos días más tarde se celebró la ceremonia de toma de posesión, a la que asistieron representantes de ochenta estados y organizaciones internacionales. Mbeki mantuvo la coalición con Inkatha y mantuvo a Trevor Manuel como ministro de Finanzas, a Alec Erwin como ministro de Industria y Comercio y a Buthelezi en la cartera de Interior. Nuevas incorporaciones al ejecutivo fueron las de Nkosazana Dlamini-Zuma en Asuntos Exteriores sustituyendo a Alfred Nzo, y Terror Lekota en Defensa sustituyendo a Joe Modise. Govan Mbeki, el padre del nuevo mandatario, fue elegido presidente del Senado.
En su discurso, Mbeki afirmó que Sudáfrica necesitaba la reconciliación, una cuestión que había ocasionado polémica unos meses antes cuando el entonces vicepresidente criticó duramente los resultados de la Comisión para la verdad y la reconciliación por haber censurado las violaciones de derechos humanos cometidas por el ANC durante la época del apartheid, postura de la que discrepó abiertamente el presidente Mandela. También prometió gobernar «sin arrogancia y con responsabilidad», y señaló como principales problemas del país el desempleo —que alcanzaba un 35 %—, el subdesarrollo en que vivía gran parte de la población negra, la creciente criminalidad —con 25.000 asesinatos y 50.000 violaciones al año— y las enfermedades endémicas como la tuberculosis, el cólera y el creciente sida.